# Constantin Precup
Constantin Precup (n. 16 februarie 1886, Maiorești, județul Mureș – d. 23 martie 1961, Maiorești) a fost un deputat în Marea Adunare Națională de la Alba Iulia, organismul legislativ reprezentativ al „tuturor românilor din Transilvania, Banat și Țara Ungurească”, cel care a adoptat hotărârea privind Unirea Transilvaniei cu România, la 1 decembrie 1918.:p. 77

## Biografie
Constantin Precup a urmat școala primară. S-a ocupat cu agricultura, ulterior a fost mobilizat în armata austro-ungară în Primul Război Mondial. A participat la adunarea poporului român din Maiorești, fiind ales viceprimar. După 1918 a fost viceprimar, apoi primar al comunei Maiorești.:p. 264

## Activitatea politică
Ca deputat în Adunarea Națională din 1 decembrie 1918 a reprezentat ca delegat supleant cercul electoral Reghin.:p. 264